# Musikkorps der Bundeswehr

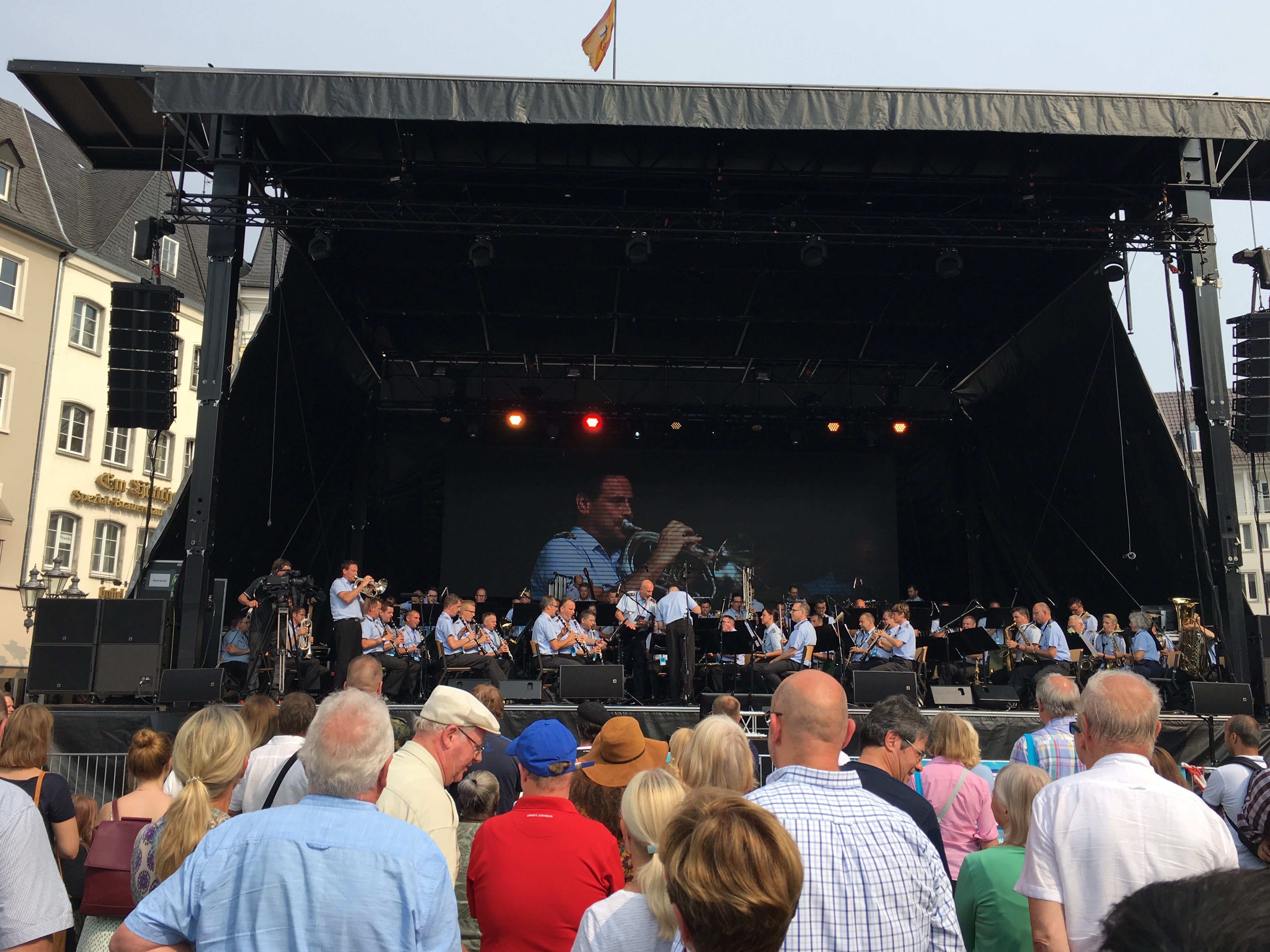
Konzert des Musikkorps am Tag der Bundeswehr in Bonn (2018)

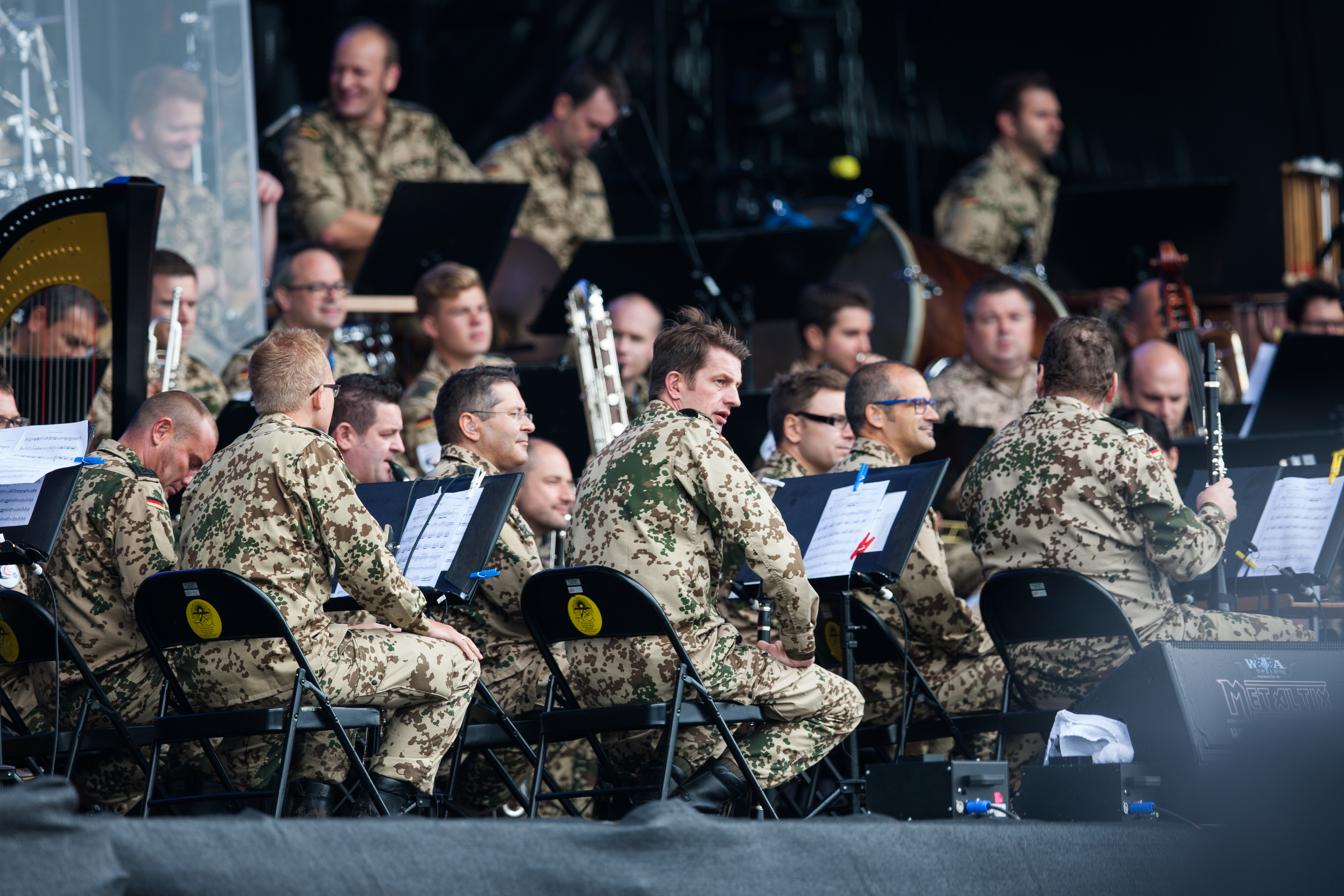
Das Musikkorps der Bundeswehr mit der Band U.D.O. in Wacken (2015)

Kammerorchester der Bundeswehr unter der Leitung Reinhard Kiaukas (1996)

Das Musikkorps der Bundeswehr (MusKorpsBw) ist ein Orchester der Bundeswehr „mit besonderem Auftrag“ und Teil des deutschen Militärmusikdienstes. Seine Hauptaufgabe ist die öffentliche Repräsentation der deutschen Streitkräfte auf den großen Konzertbühnen im In- und Ausland. Weiterhin vertritt das Musikkorps die Bundesrepublik Deutschland und die Bundeswehr im Protokollarischen Ehrendienst mit Schwerpunkt in Bonn und im westdeutschen Raum, begrüßt also unter anderem ausländische Staatsgäste. Das Orchester ist in der Brückberg-Kaserne in Siegburg beheimatet.

## Besetzungen

### Symphonisches Blasorchester
Das symphonische Blasorchester des Musikkorps der Bundeswehr ist besetzt mit Piccoloflöte, Querflöte, Oboe, Englischhorn, Fagott, Klarinette in Es, Klarinette in B, Altklarinette, Bassklarinette, Kontrabassklarinette, Sopransaxophon, Altsaxophon, Tenorsaxophon, Baritonsaxophon, Basssaxophon, Horn, Trompete, Flügelhorn, Tenorhorn, Bariton, Posaune, Bassposaune, Tuba in F, Tuba in B, Kontrabass, Bassgitarre, E-Piano und Schlagwerk (Pauken, Mallets, Schlagzeug, Große Trommel, Kleine Trommel, Becken, Perkussion). Die Musiker sind hauptsächlich Berufssoldaten und Soldaten auf Zeit sowie einige freiwillig Wehrdienstleistende.

### Kammerorchester
Das Kammerorchester des Musikkorps der Bundeswehr setzte sich aus wehrpflichtigen Streichern zusammen, die ihre Wehrdienstzeit im Militärmusikdienst der Bundeswehr ableisteten. Die Streicher waren darüber hinaus auch als Trommler und Pfeifer im Spielmannszug des Musikkorps eingesetzt. Das Kammerorchester repräsentierte die Bundeswehr bei festlichen Veranstaltungen und in Kammer-, Kirchen- oder Sinfoniekonzerten zugunsten wohltätiger Zwecke und Einrichtungen. Zuletzt stand es unter der Leitung des 2. Musikoffiziers Hauptmann Martin Jankovsky. Wer sich für das Kammerorchester bewarb, hatte vor Beginn seiner Wehrdienstzeit ein Probespiel beim Musikkorps der Bundeswehr zu bestehen. Aufgrund der Aussetzung der Wehrpflicht wurde die Einheit Kammerorchester mit Wirkung zum 1. Januar 2011 aufgelöst.

## Musikalisches Programm des symphonischen Blasorchesters
In der Programmgestaltung des Orchesters kommt der „Konzertanz“ und hier insbesondere den Originalkompositionen für Blasorchester eine besondere Stellung zu. In den Benefizkonzerten des Musikkorps wird meist ein weiter musikalischer Bogen von Bearbeitungen großer „klassischer“ Werke über Märsche bis hin zur neueren unterhaltenden Literatur gespannt. Diese Vielfalt entspricht in gleichem Maße der Vielseitigkeit moderner Blasmusikentwicklung wie den reichen klanglichen Möglichkeiten des Orchesters. Gleichzeitig soll mit einer solchen Programmgestaltung bei Benefizkonzerten der erfreulichen Vielschichtigkeit des Publikums Rechnung getragen werden, die ein besonderes Kennzeichen der Militärorchester darstellt.

## Geschichte
Am 16. Februar 1957 wurde das „Lehrmusikkorps der Bundeswehr“ in der Tomburg-Kaserne zu Rheinbach aufgestellt, am 16. Februar 1959 in die Brückberg-Kaserne nach Siegburg verlegt und zum 1. Juni 1959 in „Stabsmusikkorps der Bundeswehr“ umbenannt. Als „Stabsmusikkorps der Bundeswehr“ hat es sich nicht nur auf den großen Konzertbühnen des Inlandes einen hervorragenden Namen erworben, sondern auch die USA, Japan, Afrika und fast alle Länder Westeuropas bereist. Bei den Protokollarischen Ehrendiensten hat es Staatsgästen aus aller Welt die musikalischen Ehren erwiesen.
Seine heutige Bezeichnung trägt es seit dem 1. Juli 2000. Seitdem hat sich neben dem Namen für das Musikkorps  Entscheidendes geändert: Als repräsentatives Konzertorchester vertritt es die Streitkräfte bei herausgehobenen konzertanten Veranstaltungen im In- und Ausland, wie etwa bei einem Galakonzert auf der Internationalen Konferenz der WASBE (World Association of Symphonic Bands and Ensembles) 2003 in Schweden.
Zusammen mit dem Stabsmusikkorps trat das Musikkorps der Bundeswehr erstmals im Jahr 2007 auf Einladung aus Russland eben dort auf. Beim 1. Moskauer Musikfestival „Kremlin Zoria“ spielten sie auf dem Roten Platz und wiederholten dies seitdem, jeweils nach Einladungen.

## Leitung
|     | Kommandeur            | Dienstgrad      | Zeitraum  |
| --- | --------------------- | --------------- | --------- |
| 1.  | Friedrich Deisenroth  | Hauptmann/Major | 1957–1961 |
| 2.  | Karl Schneider        | Major           | 1961–1962 |
| 3.  | Hans Herzberg         | Hauptmann       | 1962      |
| 4.  | Gerhard Scholz        | Oberstleutnant  | 1962–1974 |
| 5.  | Helmut Schaal         | Oberstleutnant  | 1975–1980 |
| 6.  | Andreas Lukácsy       | Oberstleutnant  | 1980–1986 |
| 7.  | Heinz Dieter Paul     | Oberstleutnant  | 1987–1993 |
| 8.  | Eberhard von Freymann | Oberstleutnant  | 1993–1995 |
| 9.  | Michael Schramm       | Oberstleutnant  | 1995–2001 |
| 10. | Walter Ratzek         | Oberstleutnant  | 2001–2012 |
| 11. | Christoph Scheibling  | Oberstleutnant  | 2012–2022 |
| 12. | Christian Weiper      | Oberstleutnant  | seit 2022 |

Mehrfach trat Oberst Wilhelm Stephan als Gastdirigent auf.

## Soziales Engagement
Seit 15 Jahren gehört jährlich ein Benefizkonzert für die Stiftung Deutsche KinderKrebshilfe in der Stadthalle Unna zum festen Programm. In Zusammenarbeit von Privatpersonen, der Stadt Unna und regionalen Bundeswehreinheiten hat das jüngste Benefizkonzert im Kampf gegen Krebs durch Kartenverkauf und Spendenaktion 2017 insgesamt 22.000 Euro für die Krebshilfe gebracht.

## Zusammenarbeit mit U.D.O.
2015 arbeitete das Musikkorps der Bundeswehr mit der Band U.D.O. um Sänger Udo Dirkschneider zusammen. Sie traten beim Wacken Open Air zusammen auf. Es folgten weitere gemeinsame Shows, zum Beispiel 2018 in Elspe. So entstand die Idee eines gemeinsamen Albums. Unter der Leitung von Dirigent Christoph Scheibling entstand das Konzeptalbum We Are One mit insgesamt 15 Songs, die sich thematisch mit den Krisen und Herausforderungen der modernen Welt auseinandersetzen. Am 15. Mai wurde ein Video zum Titelsong veröffentlicht. Das Album erschien schließlich am 17. Juli 2020 über AFM Records und erreichte Platz 8 der deutschen Albencharts.

## Diskografie

### Alben
- 1958: Marschmusik (Vox)
- 195?: American Marches (Vox)
- 195?: English Marches (Vox)
- 195?: Marches militaires françaises (Vox)
- 196?: Der Große Zapfenstreich und 10 deutsche Militärmärsche (Baccarola)
- 196?: Militärmusik aus vier Jahrhunderten (Ariola)
- 1962: Alte Kameraden (Philips)
- 1962: Drei Lilien, drei Lilien (Philips)
- 1964: Marschmusik (Philips)
- 1964: Präsentiert das Gewehr (Der große Zapfenstreich mit Kommandos) (Philips)
- 1968: Unsere Marine (Philips)
- 1979: Kein schöner Land – Kein schöner Lied (mit Bernd Faber, Crystal Schallplatten)
- 19??: Marsch-Parade (Fontana)
- 19??: Berühmte Militärmärsche (Concert Hall)
- 19??: Schwarzbraun ist die Haselnuß – 24 Soldatenlieder (Deutscher Schallplattenclub)
- 2010: Deutsche Weihnacht (Musik Agentur Raatz)
- 2011: We Wish You a Merry Christmas (Musik Agentur Raatz)
- 2012: 2003 Wasbe Jönköping, Sweden: Das Musikkorps Der Bundeswehr – The Military Band Of The German Federal Armed Forces (Mark Records)
- 2013: Durchs Brandenburger Tor (Musik Agentur Raatz)
- 2014: Kein schöner Land – Deutsche Volkslieder (mit Kölner Domchor, Musik Agentur Raatz)
- 2015: Wir sind das Volk – Eine Freiheitssinfonie
- 2018: Deutsche Armeemärsche Band 1
- 2019: Deutsche Armeemärsche Band 2
- 2020: Deutsche Armeemärsche Band 3
- 2019: 70 Jahre Grundgesetz – Eine Deutsche Geschichte
- 2020: We Are One (U.D.O. und das Musikkorps der Bundeswehr, AFM Records)

### Singles
- 1958: Mädel, draußen ist’s so schön / Im tiefen Tal, wo der Wildbach rauscht (Philips)
- 1963: Militärmusik (Flexi, Bundesministerium der Verteidigung)
- 2010: Kult – Große Suite über Winnetou (Musik Agentur Raatz)
- 2011: Blechbläserensemble (Musik Agentur Raatz)
- 2014: Wir sind das Volk (Eine Freiheitssymphonie) (mit Kölner Domchor, Musik Agentur Raatz)